# Grupo de Solidariedade aos Trabalhadores de Jasic
O Grupo de Solidariedade aos Trabalhadores de Jasic (Chinês: 佳士工人声援团) foi um movimento trabalhista liderado por estudantes na cidade de Huizhou, Guangdong em 2018, para protestar contra as condições de trabalho dos trabalhadores de fábrica da JASIC International, um fabricante de máquinas de soldagem. O grupo de estudantes e trabalhadores descontentes buscou formar legalmente um sindicato. Seus esforços foram, apesar dos sinais iniciais de apoio, rejeitados pela Federação de Sindicatos de Toda a China, que raramente se envolve em negociações coletivas e foi descrita como 'ineficaz na representação dos trabalhadores'. Os sindicatos na China são legais apenas se estiverem sob a FSTC. Portanto, a oposição da Federação constituiu uma desculpa legal para a supressão dos sindicalistas do JASIC e seus aliados estudantes. O movimento consistia principalmente de estudantes de esquerda da Universidade de Pequim e foi caracterizado como maoísta, feminista e socialista.

## História
Em janeiro de 2018, o movimento Me Too, inicialmente americano, começou a ganhar popularidade nos círculos acadêmicos chineses. Yue Xin, uma estudante da Universidade de Pequim, começou uma campanha contra o professor Shen Yang por causa de acusações de estupro e má conduta sexual em 1998, que levaram ao suicídio de uma estudante.
Em setembro de 2018, os trabalhadores da fábrica da JASIC em Huizhou, Guangdong, tentaram formar um sindicato em protesto contra as más condições de trabalho e salários inadequados. A notícia dos protestos dos trabalhadores se espalhou pelas redes sociais chinesas, levando um grupo de quarenta estudantes a viajar a Huizhou para protestar em solidariedade aos trabalhadores. Membros do grupo se caracterizam como marxistas e maoístas.

## Membros
- Yue Xin: ativista #MeToo na Universidade de Pequim
- Zhang Shengye
- Chen Kexin
- Zhang Yunfan: ativista marxista
- Liu Penghua: Um dos quatro funcionários da Jasic que tentou formar um sindicato.[19]
- Li Zhan: Ex-funcionário da Jasic que apoiava a sindicalização[20]
- Mi Jiuping: "Trabalhador-Poeta" e uma dos princípais organizadores do JASIC.[21]
- Yu Juncong: funcionário da Jasic que apoiou a sindicalização e autor da primeira carta aberta à Jasic Technology.[22]

## Reações
A Universidade Cornell anunciou que não mais cooperaria com a Universidade Renmin da China após a repressão aos ativistas estudantis. A organização de direitos humanos Amnistia Internacional divulgou uma declaração condenando a repressão dos trabalhadores em greve e a detenção de activistas estudantis.